# Tubulo renale
Il tubulo renale rappresenta la parte più estesa del nefrone, l'unità funzionale del rene. Esso ha la funzione di modificare, tramite processi di riassorbimento e secrezione, la composizione dell'ultrafiltrato prodotto dal glomerulo, fino ad ottenere l'urina.

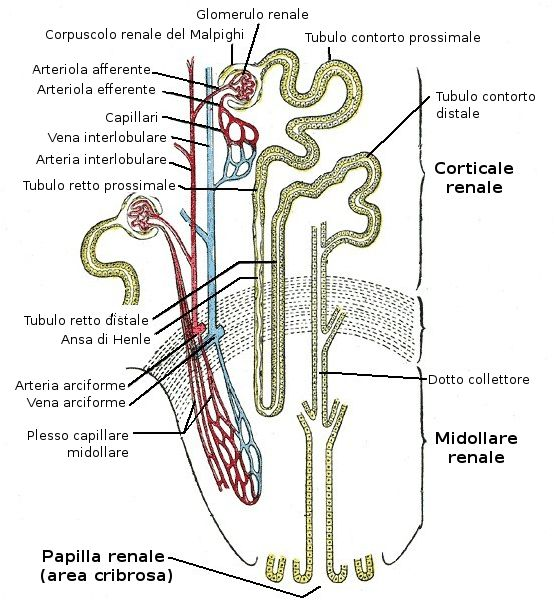
Schema del nefrone.

Il tubulo renale ha una lunghezza complessiva di circa 30-40 mm (maggiore nei nefroni iuxtamidollari, minore nei nefroni corticali). L'estremità iniziale del tubulo, a fondo cieco, forma un calice a doppia parete che circonda il glomerulo e corrisponde alla capsula di Bowman. Il tubulo vero e proprio ha inizio in corrispondenza del polo urinifero del glomerulo, situato dal lato opposto al polo vascolare; a tale livello, infatti, il foglietto parietale (esterno) della capsula continua con la parete del tubulo. In questo modo l'ultrafiltrato raccoltosi nello spazio capsulare passa nel tubulo renale.
Il tubulo renale si può suddividere in tre porzioni, differenti per struttura e funzione:
- Il tubulo prossimale.
- L'ansa di Henle, che presenta un segmento discendente (sottile) e ascendente (in parte sottile e in parte spesso).
- Il tubulo distale.
- Il tubulo reuniente.
- Il tubulo collettore, a sua volta diviso in corticale e midollare.
- Il dotto collettore.

## Anatomia

### Tubulo prossimale (di primo ordine)
Il tubulo prossimale, della lunghezza di circa 14 mm, inizia dal polo urinifero con un restringimento, o colletto, seguito da un tratto tortuoso che prende il nome di segmento contorto o convoluto. Esso riceve l'ultrafiltrato proveniente dallo spazio urinario della capsula di Bowman.
A seconda dell'ordine di grandezza di come lo si esamina, è possibile distinguere le seguenti porzioni:
| Segmento          | Divisione microscopica | Divisione ultrastrutturale    | Descrizione                   |
| ----------------- | ---------------------- | ----------------------------- | ----------------------------- |
| Tubulo prossimale | convoluto              | S1                            | Complessità cellulare elevata |
| Tubulo prossimale | convoluto              | S2                            |                               |
| Tubulo prossimale | retto                  |                               |                               |
| Tubulo prossimale | S3                     | Complessità cellulare ridotta |                               |

#### Anatomia microscopica
La parete del tubulo prossimale è costituita da cellule a forma di piramide tronca, con la base rivolta verso l'esterno e l'apice che volge verso il lume. Alcuni autori le descrivono come cuboidali. A seconda del preparato fissato e in caso di abbondante filtrato glomerulare si può osservare una parete più sottile e un lume più ampio.
Nei comuni preparati in ematossilina-eosina, le cellule del tubulo hanno limiti non distinte citoplasma intensamente acidofilo, a causa della presenza di mitocondri;
In preparati con il PAS è possibile individuare nell'estremità apicale un evidente orlo a spazzola.
In preparati al microscopio elettronico, è possibile individuare, alla base delle cellule, una struttura bacillare, dovuta alla presenza di mitocondri a forma di bastoncino.
Dopo colorazione vitale, le cellule evidenziano granuli della sostanza iniettata, segno del fatto che il glomerulo ha assorbito il colorante iniettato. Questo introduce le specializzazioni che hanno adottato queste cellule, per meglio svolgere la loro funzione di assorbimento e trasporto di fluidi. Esse infatti dimostrano le seguenti caratteristiche:
| Specializzazione | Nome                   | Proprietà |  |
| ---------------- | ---------------------- | --- |  |
| Apicale          | Orletto a spazzola     | caratterizzato da microvilli impacchettati e retti |  |
| Baso-laterale    | Complesso giunzionale  | consiste di giunzioni occludenti che sigillano lo spazio intercellulare (isolando così il lume del tubulo) e delle zone aderenti che mantengono l'adesione tra una cellula e l'altra                              |  |
| Laterale         | Plicae o pieghe        | consiste di processi appiattiti, che si alternano con quelli simili delle cellule adiacenti. Questi processi interdigitanti si possono estendere lungo tutta la lunghezza della cellula.                          |  |
| Basale           | Striature basali       | Consiste di estensioni alla base pieni di mitocondri bacillari e orientati verticalmente rispetto alla superficie basale.                                                                                         |  |
| Basale           | Fasci di actina di 6nm | All'estremità basale questi fasci di actina aiutano a regolare il movimento di fluido dallo spazio extracellulare basolaterale (attraverso la lamina basale del tubulo) verso l'adiacente capillare peritubulare. |  |

In preparati istologici ben effettuati, le stirature basali e l'orletto a spazzola aiutano a distinguere le cellule del tubulo prossimale da quelle degli altri tubuli.
Segue una porzione rettilinea, che decorre lungo il raggio midollare

### Ansa di Henle
Essa ha la forma di una U ed è composta da un braccio discendente, un'ansa e un braccio ascendente. La lunghezza dell'ansa è variabile, essendo molto maggiore nei nefroni iuxtamidollari, dove raggiunge l'apice delle piramidi, e minore nei nefroni corticali. Venne scoperta dall'anatomista tedesco Friedrich Gustav Jakob Henle e la sua funzione è quella di creare un gradiente di concentrazione nella midollare del rene.

#### Segmento sottile
Al microscoprio ottico, è possibile distinguere almeno due tipologie di segmento sottile, uno con un epitelio "più squamoso" dell'altro.
Al microscopio elettronico, invece è possibile distinguere quattro tipi di cellule epiteliali nei segmenti sottili:
| Cellula epiteliale   | | | Fonte |
| -------------------- | --- | --- | ----- |
| Epitelio di tipo I   | - segmento sottile ascendente dei nefroni ad ansa corta - segmento sottile discendente dei nefroni ad ansa corta                                 | Epitelio semplice e sottile. Le cellule posseggono pochi organelli e quasi nessuna interdigitazione con le cellule circostanti;                 | [ 3 ] |
| Epitelio di tipo II  | - segmento sottile discendente dei nefroni nel labirinto corticale ad ansa lunga                                                                 | Epitelio più alto, con molti organelli e con piccoli e microvilli poco sviluppati; le interdigitazioni laterali variano a seconda della specie; | [ 3 ] |
| Epitelio di tipo III | - segmento sottile discendente dei nefroni midollari ad ansa corta                                                                               | Epitelio più sottile e con meno microvilli rispetto all'epitelio di tipo II; le interdigitazioni laterali sono completamente assenti:           | [ 3 ] |
| Epitelio di tipo IV  | - nella "piegatura" del segmento discendente (quella che precede l'ansa vera e propria) dei nefroni ad ansa lunga; - segmento sottile ascendente | Epitelio semplice e sottile. Le cellule posseggono pochi organelli e molte interdigitazioni con le cellule circostanti.                         | [ 3 ] |

### Tubulo distale
Il tubulo distale, ultimo tratto del nefrone, ha una lunghezza di circa 13-14 mm e inizia con un segmento rettilineo che rappresenta la prosecuzione del braccio ascendente dell'ansa. Il segmento rettilineo passa tra l'arteriola afferente e quella efferente del glomerulo; nel punto di attraversamento la struttura del tubulo si modifica a formare la macula densa. Il tubulo distale termina quindi con un segmento contorto o convoluto, connesso, mediante un piccolo tratto reuniente, con un dotto collettore.

#### Tubulo retto distale (braccio ascendente spesso)
Come detto precedentemente, è parte dell'ansa ascendente dell'ansa di Henle ed è compresa nello spessore della midollare e della corticale (quivi è presente nei raggi midollari). In analogia al braccio sottile ascendente, trasporta ioni dal lume all'interstizio.
La parete comprende grandi cellule isoprismatiche, che si colorano debolmente con l'eosina, a causa della presenza di mitocondri (presenti anche nelle pieghe basali). I margini laterali non sono ben distinguibili, anche se numerose sono le pliche basolaterali. Il nucleo è apicale e causa un "rigonfiamento" della cellula nel lume. I microvilli sono presente, sebbene siano minori in quantità e sviluppo rispetto a quelli del tubulo retto prossimale.

#### Tubulo convoluto distale
È localizzato nel labirinto corticale, ed è 1/3 in lunghezza (circa 5nm) lungo rispetto al tubulo convoluto prossimale.
Inizia in prossimità della macula densa fino al dotto reuniente.
Le cellule sono simili a quelle del tubulo retto distale, ma sono più alte e non hanno un orletto a spazzola ben sviluppato.

## Fisiologia

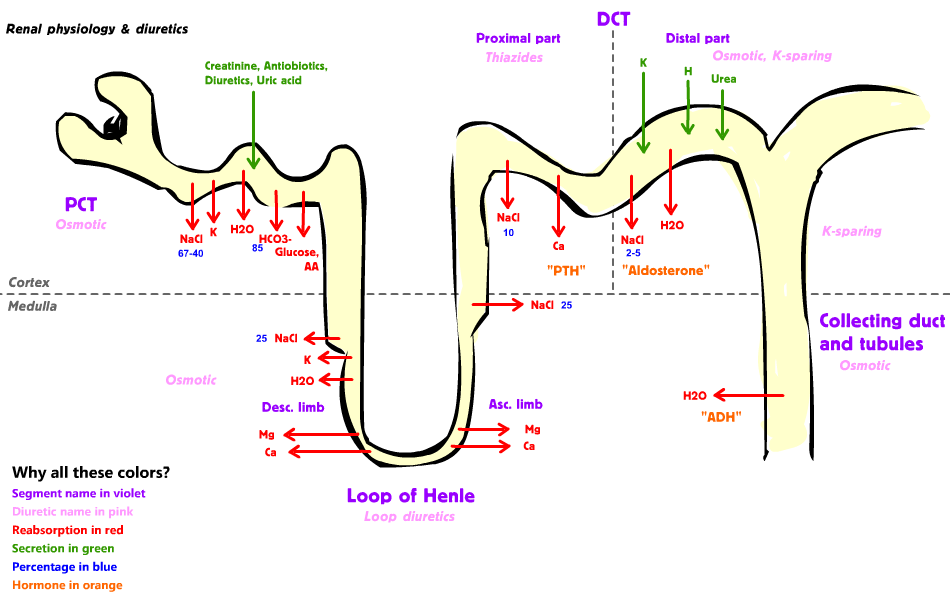
Tubulo renale e la sua fisiologia

Il tubulo renale è responsabile del riassorbimento selettivo del filtrato glomerulare e della secrezione tubulare. Alcune sostanze, come il glucosio e gli amminoacidi, vengono filtrate a livello del glomerulo renale, ma vengono poi completamente riassorbite a livello del tubulo renale, altre sono riassorbite solo parzialmente, altre ancora, invece, come la creatinina, viene riassorbita in minime quantità e quindi escreta in grandi quantità. Il tubulo renale regola l'escrezione di ciascun soluto quasi indipendentemente da quella di un altro attraverso sia il trasporto passivo (diffusione) sia il trasporto attivo (mediato da proteine di membrana). Dopo essere passato attraverso di esso il filtrato glomerulare viene modificato trasformandosi in urina. In media un uomo forma 1.400-1.500 mL di urina al giorno. Ogni giorno il tubulo renale riassorbe mediamente 25.000 mEq di sodio e 179 L d'acqua.
Il riassorbimento di ciascuna sostanza prevede varie fasi. Inizialmente la sostanza deve passare attraverso la membrana e il citoplasma delle cellule epiteliali del tubulo renale (via transcellulare) oppure attraverso gli spazi intercellulari (via paracellulare) sino al liquido interstiziale e poi da questo attraverso l'endotelio nei capillari peritubulari per ultrafiltrazione, generata dalle forze idrostatiche e colloido-osmotiche presenti tra il liquido interstiziale e i capillari peritubulari.
La velocità con cui ciascuna sostanza viene filtrata è definita carico filtrato (FL, filtered load) e corrisponde al prodotto della velocità di filtrazione glomerulare (VFG) per la concentrazione plasmatica (PC, plasma concentration) della data sostanza
{\displaystyle FL=VFG\times PC}
Il riassorbimento tubulare permette di recuperare il 99% dell'acqua filtrata dal glomerulo e gran parte dei soluti. La velocità di riassorbimento media è di 124 mL/min, di solo 1 mL/min inferiore rispetto alla velocità di filtrazione glomerulare. In generale il riassorbimento attraverso i capillari peritubulari è definito al prodotto tra la forza netta di riassorbimento e il coefficiente di filtrazione del capillare. La forza netta di riassorbimento è la somma delle forze idrostatiche e colloido-osmotiche agenti a cavallo tra il capillare peritubulare e l'interstizio renale. La pressione idrostatica nei capillari peritubulari è di 13 mmHg, la pressione idrostatica del liquido interstiziale che vi si oppone è di 6 mmHg, la pressione colloido-osmotica plasmatica è di 32 mmHg, mentre quella dell'interstizio di 15 mmHg. Esiste quindi una differenza di 7 mmHg tra le forze idrostatiche e di 17 mmHg tra quelle colloido-osmotiche, per un totale di 10 mmHg di forza netta di riassorbimento diretta dall'interstizio all'interno dei capillari peritubulari, una forza uguale ma in direzione opposta rispetto alla forza netta di filtrazione a livello del glomerulo renale. Il coefficiente di filtrazione dei capillari peritubulari (Kf) è di 12,4 mL/min/mmHg.

### Tubulo prossimale
Il tubulo prossimale è un tratto ad alta capacità di riassorbimento del tubulo renale. È costituito da cellule ricche di mitocondri, provviste di un esteso orletto a spazzola sul lato apicale della membrana plasmatica e di spazi intercellulari a livello della porzione baso-laterale della membrana che estendono la superficie disponibile per il trasporto delle varie sostanze.
Ha inizio in corrispondenza del polo urinifero (tubulare) del corpuscolo renale.
Il tubulo prossimale è rivestito da epitelio cilindrico semplice con orletto a spazzola (che aumenta la superficie di assorbimento).
La funzione di questa struttura è il riassorbimento di acqua, ioni e nutrienti organici, dovuta alle cellule epiteliali.
Quando questi soluti sono stati "eliminati" la forza osmotica spinge l'acqua attraverso la parete del TCP e nel circostante fluido interstiziale o fluido peritubulare.
Le sostanze che normalmente vengono assorbite sono sodio, calcio, magnesio, bicarbonato, fosfati e solfati.
Sull'orletto a spazzola sono presenti diversi co-trasportatori, per esempio il cotrasportatore (simporto) Na+/glucosio e il Na+/amminoacidi, queste due sostanze vengono quasi completamente riassorbite a livello di questo tratto del tubulo renale, in particolare nella prima porzione del tubulo prossimale e in minor misura nella seconda. Il sodio che non viene riassorbito con i cotrasportatori viene assorbito da scambiatori (antiporto) Na+/H+ e da simporti Na+/HCO3-, che permettono alle cellule del tubulo di ottenere sodio e bicarbonato e secernere nel lume idrogenioni. Una volta nel lume H+ si combina con il bicarbonato (HCO3-) per formare acido carbonico (H2CO3) che a sua volta si dissocia in acqua e anidride carbonica (H2O + CO2).
Ciò che però permette al Na+ di essere riassorbito nel tubulo prossimale è l'azione della Na+/K+ ATPasi presente a livello della membrana basolaterale delle cellule del tubulo. Questa pompa ionica secerne ioni Na+ nel liquido interstiziale e porta ioni K+ all'interno del citoplasma delle cellule tubulari, in questo modo la concentrazione di Na+ all'interno della cellula rimane bassa e il trasporto del Na+ dal lume tubulare al citoplasma delle cellule è quindi favorito dal gradiente di concentrazione. Nella seconda parte del tubulo prossimale il sodio diffonde attraverso le giunzioni serrate tra le cellule tubulari seguendo il gradiente del cloro, da cui è attratto data la carica opposta; la concentrazione del cloro infatti aumenta procedendo lungo il tubulo prossimale e ciò ne permette la diffusione del liquido interstiziale. In alternativa, il cloro può anche diffondere per via transcellulare.
L'acqua diffonde per osmosi attraverso il tubulo prossimale data l'elevata permeabilità. Ciò rende ragione del fatto che malgrado una quota consistente (circa il 65% del carico filtrato) di Na+ venga riassorbita nel tubulo prossimale, la sua concentrazione resta pressoché costante lungo tutta la sua lunghezza. In questo tratto vengono assorbiti anche ioni fosfato e lattato. L'urea viene filtrata per il 50%. In generale l'osmolalità resta pressoché costante. I capillari peritubulari secernono nel lume del tubulo sostanze di scarto o tossiche come sali biliari, catecolamine, farmaci, tossine e altri prodotti del metabolismo cellulare.

### Ansa di Henle

Fisiologia dell'Ansa di Henle

L'ansa di Henle è costituita da un segmento discendente sottile e da un segmento ascendente spesso. Il segmento sottile è costituito da cellule epiteliali piatte, con scarso citoplasma, un orletto a spazzola sul lato luminale poco sviluppato e pochi mitocondri che denotano una bassa attività metabolica a differenza delle cellule del tubulo prossimale. Il segmento discendente sottile è molto permeabile all'acqua (ne viene riassorbita il 20% del carico filtrato) ma poco permeabile a tutti gli altri soluti che vengono assorbiti per diffusione. Il segmento spesso dell'ansa di Henle è costituito da cellule più grandi, di forma cubica e ad elevata attività metabolica, pressoché impermeabili all'acqua, riassorbono invece discrete quantità (25% del carico filtrato) di sodio, cloro e potassio ma anche calcio, magnesio che diffondono per via paracellulare poiché il simporto Na+/2Cl-/K+ determina un lieve rientro di ioni K+ nel lume tubulare, sufficiente a determinare un eccesso di cariche positive.
Il segmento discendente sottile dell'ansa di Henle è permeabile all'acqua, ma assorbe ioni in quantità decisamente inferiore rispetto al segmento ascendente spesso. Anche qui il riassorbimento degli ioni dipende dalla presenza della sodio-potassio-ATPasi sulla membrana basolaterale delle cellule; l'attività della pompa ionica mantiene bassa la concentrazione intracellulare di sodio nel tratto ascendente spesso, favorendone così il riassorbimento dal liquido tubulare. Il riassorbimento del sodio in questa sede avviene con un meccanismo di simporto Na+/2Cl-/K+ (NKCC) e di antiporto Na+/H+, la forza motrice è generata dal gradiente di sodio. Poiché l'intero tratto ascendente dell'ansa è impermeabile all'acqua, in questo tratto si riduce l'osmolarità del liquido tubulare. Alcuni diuretici, come la furosemide, detti appunto diuretici dell'ansa, agiscono nel tratto ascendente spesso inibendo il simporto sodio-cloro-potassio e quindi il riassorbimento del cloruro di sodio; la conseguenza è un'aumentata escrezione urinaria di questo sale, oltre che di potassio e di calcio (ione positivo il cui riassorbimento è legato all'elettropositività del liquido tubulare).

### Tubulo distale e tubulo collettore corticale
La prima porzione del tubulo distale, detto segmento di diluizione, ha funzioni simili a quelle del segmento ascendente spesso dell'ansa di Henle, cioè riassorbe ioni (5% del carico filtrato di cloruro di sodio tramite il simporto Na+/Cl-) ma è impermeabile ad acqua e urea. A questo livello agisce anche la Na+/K+ ATPasi, che riassorbe potassio e trasporta sodio fuori dalla cellula nel liquido interstiziale attraverso le membrane basolaterali. Il trasporto di sodio e cloro può qui essere bloccato dai diuretici tiazidici.
Il secondo tratto del tubulo distale, detto segmento convoluto, ha caratteristiche di riassorbimento simili a quelle del tubulo collettore corticale ed è costituito da due tipi di cellule: le cellule principali e le cellule intercalate. Le cellule principali riassorbono acqua e sodio e secernono potassio. Il riassorbimento del sodio avviene per il gradiente di concentrazione favorevole determinato dalla Na+/K+ ATPasi, come già spiegato per altre porzioni del tubulo renale, mentre la secrezione di potassio dipende dalla sua captazione da parte di questa stessa pompa e poi dalla sua diffusione del lume tubulare seguendo il suo gradiente di concentrazione. Sulle cellule principali agiscono i diuretici risparmiatori di potassio come lo spironolattone, un antagonista dell'aldosterone o l'amiloride, un bloccante dei canali del Na+. L'aldosterone agisce a livello del tubulo distale incrementando il riassorbimento di sodio e la secrezione di ioni potassio.
Le cellule intercalate riassorbono potassio e secernono ioni idrogeno. La secrezione di ioni idrogeno, derivante dall'azione dell'anidrasi carbonica, avviene per trasporto attivo mediante una H+ ATPasi ed è determinante per la regolazione del pH delle urine. Per ciascun ione idrogeno secreto viene riassorbito uno ione bicarbonato dalla membrana basolaterale delle cellule del tubulo.
Il tubulo distale è sede di un processo di riassorbimento facoltativo di acqua mediato dai livelli dell'ormone antidiuretico (ADH). In presenza dell'ormone, prodotto dall'ipotalamo, immagazzinato e rilasciato dalla neuroipofisi, è stimolata la produzione di proteine dette acquaporine, con funzione di canali proteici transmembrana che rendono possibile il riassorbimento di acqua, determinando, in conclusione, una ridotta escrezione di acqua con le urine.
Insieme al tubulo collettore corticale il tubulo distale riassorbe circa il 7% del sodio filtrato, assieme a quantità variabili di acqua, e secerne ioni potassio e idrogeno.

### Tubulo collettore midollare
Il tubulo collettore midollare è costituito da grosse cellule cuboidi prive di orletto a spazzola e povere di mitocondri. Questa porzione del tubulo collettore riassorbe il 10% del carico filtrato di acqua e sodio e riversa il suo filtrato, ormai definibile urina, nel dotto collettore. Come per il tubulo collettore corticale, il riassorbimento di acqua in questo tratto è proporzionale ai livelli di ormone antidiuretico e qui avviene un'ulteriore secrezione di ioni idrogeno nel lume del tubulo che contribuisce a regolare il pH dell'urina, differentemente da esso, però, è permeabile all'urea, che viene in parte riassorbita. Vi è un piccolo riassorbimento anche di Na+, Cl- e HCO3-.

## Regolazione del riassorbimento tubulare
Il riassorbimento tubulare viene regolato in base alla velocità di filtrazione glomerulare attraverso un processo noto come bilancio (o equilibrio) glomerulo-tubulare. Il suo scopo è principalmente quello di aumentare la velocità di riassorbimento ad un grado tale da controbilanciare efficacemente la VFG, evitando così enormi aumenti dell'escrezione renale. I meccanismi responsabili di questo fenomeno sono indipendenti dal controllo ormonale e sono dovuti a modificazioni di forze fisiche che agiscono a cavallo del tubulo e dell'intestizio renale.
Questo meccanismo avviene di concerto al feedback tubuloglomerulare in risposta a diminuzioni della VFG.

### Il bilancio glomerulo-tubulare
Le forze pressorie dei capillari peritubulari giocano un ruolo importante nel meccanismo detto "bilancio glomerulo-tubulare" (detto anche feedback glomerulotubulare, da non confondere con il feedback tubuloglomerulare), che permette l'omeostasi del volume extracellulare di acqua e soluti. L'equilibrio glomerulo-tubulare è in grado di attenuare le variazioni della VFG e del carico filtrato di soluti organici ed elettroliti, causate ad esempio da modificazioni della postura o delle condizioni emodinamiche locali del parenchima renale, che porterebbero a variazioni dell'escrezione renale.
In questo modo, l'entità dei soluti e del volume di acqua riassorbiti diventa direttamente proporzionale al carico filtrato, pertanto la frazione di riassorbimento rimane costante, indipendente dalla VFG. Il rapporto tra acqua e sodio riassorbiti nel tubulo prossimale e quelli filtrati dal glomerulo viene quindi attivamente mantenuto sul valore costante di circa due terzi (67%).
Il riassorbimento di acqua nel tubulo prossimale si basa essenzialmente sulla pressione idrostatica e sulla pressione colloido-osmotica dei capillari peritubulari; nel meccanismo dell'equilibrio glomerulo-tubulare interviene anche l'entità del carico filtrato di glucosio e di altri soluti.
- La pressione idrostatica dei capillari peritubulari dipende dalla pressione arteriosa in essi esistente e dalle resistenze arteriose. Quando la pressione arteriosa aumenta, aumentano anche la pressione idrostatica glomerulare e l'ultrafiltrazione; tale variazione viene però smorzata dai meccanismi di autoregolazione del flusso renale (meccanismo miogeno e feedback tubuloglomerulare). Contemporaneamente, all'aumentare della filtrazione si ha una diminuzione della pressione idrostatica dei capillari peritubulari perché l'ultrafiltrazione li depriva di un volume maggiore di plasma; questo porta ad un aumento del volume riassorbito.
- La pressione colloido-osmotica dei capillari peritubulari dipende dalla pressione colloido-osmotica del plasma sistemico e dalla frazione di filtrazione (il rapporto tra VFG e Flusso Plasmatico Renale). Quando la pressione colloido-osmotica del plasma sistemico aumenta, aumenta anche quella a livello dei capillari peritubulari, ed il riassorbimento aumenta. Quando la frazione di filtrazione aumenta, la velocità di riassorbimento tubulare aumenta perché nei capillari peritubulari le proteine sono diventate più concentrate, di conseguenza nei capillari c'è una maggiore pressione colloido-osmotica poiché essi sono in serie ed a valle di quelli glomerulari da cui era stata sottratta maggiormente l'acqua. L'opposto avviene nel caso in cui la frazione di filtrazione diminuisca.
- Amminoacidi e glucosio sono riassorbiti mediante trasporto attivo in simporto con il sodio: all'aumentare del carico filtrato e del loro riassorbimento, aumenta anche il riassorbimento di sodio e di conseguenza anche del volume di acqua.